# Declaración sobre escuelas seguras
La Declaración sobre Escuelas Seguras es un compromiso político intergubernamental que se abrió a la aprobación por parte de los países en una conferencia internacional celebrada en Oslo, Noruega, el 28-29 de mayo de 2015. La Declaración permite a los países la oportunidad de expresar su apoyo político para la protección de los estudiantes, maestros y escuelas durante tiempos de conflicto armado; la importancia de la continuación de la educación durante los conflictos armados y la aplicación de las Directrices para Proteger Escuelas y Universidades de Uso Militar durante Conflicto Armado.
A partir de marzo de 2023, 118 países se han adherido a la Declaración sobre Escuelas Seguras, la cual permanece abierta para otros países a suscribir. El Ministerio de Asuntos Exteriores de Noruega es el depositario de los endosos.
Del 28 al 29 de mayo de 2019, la Tercera Conferencia Internacional de Escuelas Seguras se celebró en Palma de Mallorca, España.
Del 25 al 27 de octubre de 2021, la Cuarta Conferencia Internacional acerca de la Declaración sobre Escuelas Seguras se celebró en Abuya, Nigeria, y en línea.
La Declaración ha comenzado a influir en la legislación nacional y las políticas militares para proteger las escuelas del uso militar.

## La Redacción
La Declaración sobre Escuelas Seguras fue desarrollada con los estados a través de consultas dirigidas por los Ministerios de Asuntos Exteriores de Noruega y Argentina entre enero y mayo de 2015.
Representantes de más de 60 países asistieron a la conferencia para el lanzamiento de la Declaración sobre Escuelas Seguras, junto con el ministro de Asuntos Exteriores noruego Børge Brende, Ministro de Defensa noruego Ine Marie Eriksen Søreide y Ziauddin Yousafzai el padre de la ganadora del premio Nobel de la Paz, Malala Yousafzai.

## El Contenido y los Compromisos
"El impacto de los conflictos armados sobre la educación plantea retos de emergencia humanitaria y desarrollo, así como también grandes desafíos sociales. En todo el mundo se han bombardeado e incendiado escuelas y universidades y los niños, los estudiantes y los profesores e investigadores han sido víctimas de asesinatos, mutilaciones, secuestros o detenciones arbitrarias. Las instalaciones educativas han sido usadas por los actores de los conflictos armados como bases, cuarteles o centros de detención, entre otras cosas. Tales acciones exponen a daños a los estudiantes y al personal docente, deniegan a gran número de niños y estudiantes su derecho a la educación y privan así a las comunidades de unos cimientos sobre los que construir su futuro. En muchos países, los conflictos armados siguen destruyendo no sólo la infraestructura escolar, sino también las esperanzas y aspiraciones de toda una generación infantil."
– El párrafo de apertura de la Declaración sobre Escuelas Seguras

La Declaración sobre Escuelas Seguras describe las consecuencias inmediatas y a largo plazo de los ataques a los estudiantes, maestros, escuelas y universidades así como el uso militar de las escuelas y universidades en tiempos de conflicto armado. Estas consecuencias son un constrasto con el papel positivo y protector que la educación puede proporcionar aún durante los conflictos armados.

Al adherirse a la Declaración, los Estados adoptan formalmente las Directrices para la protección de escuelas y universidades contra el uso militar durante los conflictos armados y se comprometen a "incorporarlas a políticas y marcos operativos nacionales en la mayor medida que resulte posible y pertinente." 

La Declaración contiene asimismo otros compromisos orientados a fortalecer la prevención de ataques contra la educación durante conflictos armados, así como la respuesta a estos, que incluyen: recabar datos confiables sobre ataques y uso militar de escuelas y universidades; prestar asistencia a víctimas de ataques; investigar señalamientos de violaciones del derecho nacional e internacional y, cuando resulte pertinente, juzgar a los responsables; desarrollar y promover enfoques educativos que “tomen en cuenta la incidencia de conflictos”; procurar asegurar la continuidad educativa durante conflictos armados y apoyar los esfuerzos de la ONU sobre los niños y los conflictos armados.

Por último, la Declaración es un marco que facilita la colaboración y el intercambio, y los Estados que adhieren a ella también aceptan reunirse en forma periódica para evaluar la implementación de la Declaración y el uso de las Directrices.

## Los Endosos
A partir de mayo de 2023, los siguientes 118 estados han aprobado la Declaración: 
1. Afganistán
2. Albania
3. Antigua y Barbuda
4. Alemania
5. Andorra
6. Angola
7. Argentina
8. Armenia
9. Australia
10. Austria
11. Botsuana
12. Bélgica
13. Benín
14. Bolivia
15. Bosnia
16. Brasil
17. Bulgaria
18. Burkina Faso
19. Catar
20. Camerún
21. Canadá
22. Chad
23. Chile
24. Chipre
25. Colombia
26. Cote d'Ivoire
27. Costa Rica
28. Croacia
29. Dinamarca
30. Ecuador
31. El Salvador
32. Eslovaquia
33. Eslovenia
34. España
35. Estonia
36. Fiji
37. Finlandia
38. Francia
39. Gambia
40. Georgia
41. Ghana
42. Grecia
43. Guatemala
44. Guinea Ecuatorial
45. Guyana
46. Haití
47. Honduras
48. Irak
49. Irlanda
50. Islandia
51. Islas Marshall
52. Italia
53. Jamaica
54. Jordania
55. Kazajistán
56. Kenia
57. Líbano
58. Liberia
59. Liechtenstein
60. Luxemburgo
61. Macedonia
62. Madagascar
63. Malasia
64. Malawi
65. Maldivas
66. Mali
67. México
68. Moldavia
69. Malta
70. Marruecos
71. Mónaco
72. Montenegro
73. Mozambique
74. Namibia
75. Nicaragua
76. Níger
77. Nigeria
78. Noruega
79. Nueva Zelanda
80. Países Bajos
81. Palaos
82. Palestina
83. Panamá
84. Paraguay
85. Perú
86. Polonia
87. Portugal
88. Reino Unido
89. República Argelina Democrática y Popular
90. República Centroafricana
91. República Checa
92. República Dominicana
93. República del Congo
94. República Democrática del Congo
95. Rumania
96. Samoa
97. San Marino
98. San Vicente y las Granadinas
99. Senegal
100. Serbia
101. Seychelles
102. Sierra Leona
103. Somalia
104. Sudáfrica
105. Sudán
106. Sudán del sur
107. Suecia
108. Suiza
109. Togo
110. Timor Oriental
111. Túnez
112. Ucrania
113. Uruguay
114. Vanuatu
115. Vietnam
116. Yemen
117. Yibuti
118. Zambia